# A.C. Mezzocorona
AC Mezzocorona là một câu lạc bộ bóng đá Ý nằm ở Mezzocorona, Trentino.

## Lịch sử
Được thành lập vào năm 1951 và được thành lập lại vào năm 1967, Mezzocorona đã tham gia các giải đấu nghiệp dư của bóng đá Ý cho đến năm 2007, sau khi hoàn thành vị trí đầu tiên ở Girone C trong mùa giải Serie D 2006-07, do đó lần đầu tiên giành chiến thắng và thăng hạng Serie C2, giải hạng thứ tư của bóng đá Ý. Là một trong chín đội được thăng hạng từ Serie D, Mezzocorona cũng tham gia giải đấu Scudetto Dilettanti nhưng bị loại ở vòng bảng.

### Lega Pro Seconda Divisione
Trong mùa giải Serie C2 2007-08, Mezzocorona đã hoàn thành ở vị trí năm đáng ngạc nhiên trong Girone A, và đủ điều kiện cho các trận play-off thăng hạng. Đội đã đánh bại Carpenedolo ở vị trí thứ hai trong trận bán kết, 2-1 chung cuộc. Trong trận chung kết, đội đã thua Lumezzane ở vị trí thứ tư do thực tế đó là đội được xếp hạng thấp hơn sau khi cặp kết thúc với tỷ số hòa 0-0, do đó đội ở lại Lega Pro Seconda Divisione.
Sau bốn mùa liên tiếp ở Lega Pro Seconda Divisione, bao gồm một ở Serie C2 cũ, Mezzocorona đã xuống hạng Serie D vào cuối mùa giải Lega Pro Seconda Division 2010-11.

## Màu sắc và huy hiệu
Màu sắc chính thức của đội là đen và vàng.